# 浅野崇斗
浅野 崇斗（あさの しゅうと、2001年3月4日 - ）は、埼玉県出身のプロサッカー選手。ヤンゴン・ユナイテッドFC所属。ポジションは主にディフェンダー。

## 人物・来歴
6歳からボールを蹴り始め、小学1年生から小学6年生まで地元のチームでプレーした。個人としては選抜などに選出された。
中学1年生から中学3年生まではクラブチームに入団し3年間プレーした。個人としては県選抜などに選ばれた。
高校1年生から高校3年生まで日本体育大学柏高等学校でプレーし、関東高等学校サッカー大会出場し同大会の千葉県予選優勝を成し遂げた。個人としては第97回全国高校サッカー選手権大会千葉県大会優秀選手に選出された。
卒業後にドイツへと渡欧し1.FC メンヒェングラートバッハのトライアルに参加、同クラブへ入団する事が決まった。
その翌年、2021年の1月にリトアニアへ舞台を移し、同国の2部リーグに所属するFKエクラナスとプロ契約、そしてこの地でプロキャリアをスタートさせた。

## 参考
- Auswärts siegen mit japanischer Hilfe
- 第97回 全国高校サッカー選手権大会千葉県大会優秀選手
- 浅野崇斗選手　契約締結のお知らせ